# لي كارترايت
لي كارترايت (بالإنجليزية: Lee Cartwright)‏ (19 سبتمبر 1972 في المملكة المتحدة - ) هو لاعب كرة قدم بريطاني في مركز الوسط. لعب مع بريستون نورث إيند وستوكبورت كونتي ونادي روتشديل ونادي هايد إف سي ونادي سكاربورو.

## وصلات خارجية
- لي كارترايت على موقع قاعدة بيانات كرة القدم.إي يو (الإنجليزية)